# Mikawa (Yamagata)
Mikawa (三川町?) è una cittadina giapponese della prefettura di Yamagata.